# 伊萬尼基夫卡
48°49′54″N 24°38′20″E / 48.83167°N 24.63889°E
伊萬尼基夫卡（烏克蘭語：Іваниківка）是位於烏克蘭西部的村莊，由伊萬諾-弗蘭科夫斯克州裡伊萬諾-弗蘭科夫斯克區的博霍羅德恰尼市鎮負責管轄。該村面積19平方公里，2001年人口2,345，人口密度每平方公里123.4人。